# サザン・バター・ロール
サザン・バター・ロール (英: Southern butter roll) は、アメリカ南部の甘いペイストリーで、シナモン・ロールに似ているがイーストで発酵させた生地ではなくベーキングパウダーを使ったビスケット（速成パン）生地を使用する。カスタード・ソースと共に焼かれ、朝食やデザートとして食される。
それぞれの家庭の「おばあちゃん」から伝わるレシピがあり、さまざまなバリエーションがあると言われている。南部では単数であろうと複数であろうと単にロール (roll) と呼ばれる。かつては特にメンフィスやミシシッピ・デルタ地域の家庭では良く見かけるペイストリーだったが次第にレシピの伝承が廃れ、一時期は見かけることが少なくなり、おばあちゃんに作ってもらった「昔食べた味」になりかけていたが、近年は味を懐かしがる人々によってレシピの「再発掘」が行なわれ、新聞やインターネットでレシピが共有されるなど興味が復活している。

## 起源
サザン・バター・ロールの起源ははっきりとしないが、ミシシッピ・デルタからメンフィス地域にアフリカ系アメリカ人によって伝わったとみられている。特別な材料を使わず、ビスケットを作った後の残り生地をどこの家庭にある身近な材料で工夫して焼いたされる、生活の知恵から生まれた料理とされる。

## 材料
小麦粉、ショートニング若しくはラード、ベーキングパウダー、バター、砂糖、シナモン、ナツメグ、牛乳、卵などである。

## 作り方
ビスケット生地を長方形に伸ばし、表面にバターをぬり、砂糖、シナモン、ナツメグなどをふりかけ、ロールケーキのように生地を巻く。多くの場合、この丸太状の生地を輪切りにし、渦巻き状の切り口が見えるようにして深さのあるベーキングディッシュに並べ、そこに砂糖を加えた牛乳、若しくはその牛乳液に卵を足したものを注ぎ焼成する。ロールケーキ状のまま焼成するものもある。